# Lampides punctatus
Lampides punctatus är en fjärilsart som beskrevs av Ribbe 1926. Lampides punctatus ingår i släktet Lampides och familjen juvelvingar. Inga underarter finns listade i Catalogue of Life.